# Grace Woodhead

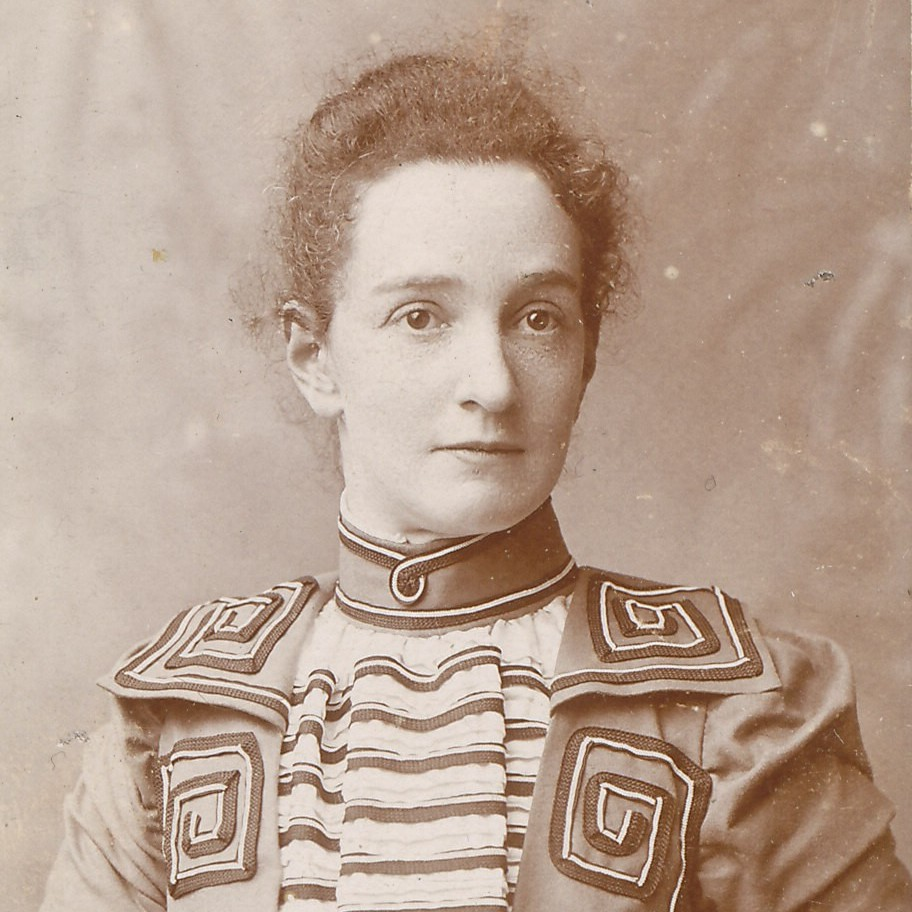
Grace Woodhead, 1895

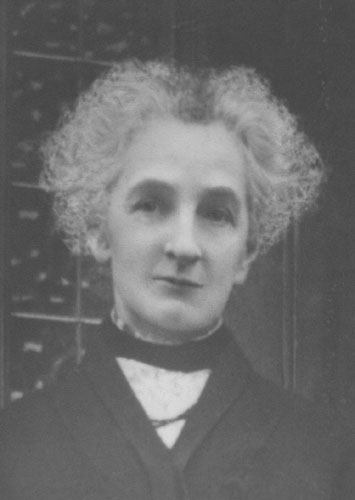
Grace Eyre Woodhead, 1915

 Grace Eyre Woodhead  (* 24. Februar 1864 in Brighton, England; † 5. April 1936 ebenda) war eine britische Philanthropin und Reformerin der psychischen Gesundheitsfürsorge. Sie gründete die Guardianship Society, die heute als Grace Eyre Foundation bekannt ist.

## Leben und Werk
Woodhead war das zweitjüngste Kind von elf Kindern von Emily Woodhead und Major Henry Joseph Plumridge Woodhead. Sie besuchte die Brighton and Hove High School für Mädchen, bevor sie 1883 in Begleitung ihrer jüngeren Schwester Hilda an die Lady Margaret Hall ging, um dort Geschichte zu studieren. Von 1884 bis 1886 studierte sie dort und gehörte zu den ersten Studentinnen, die an einem College in Oxford zugelassen wurden.

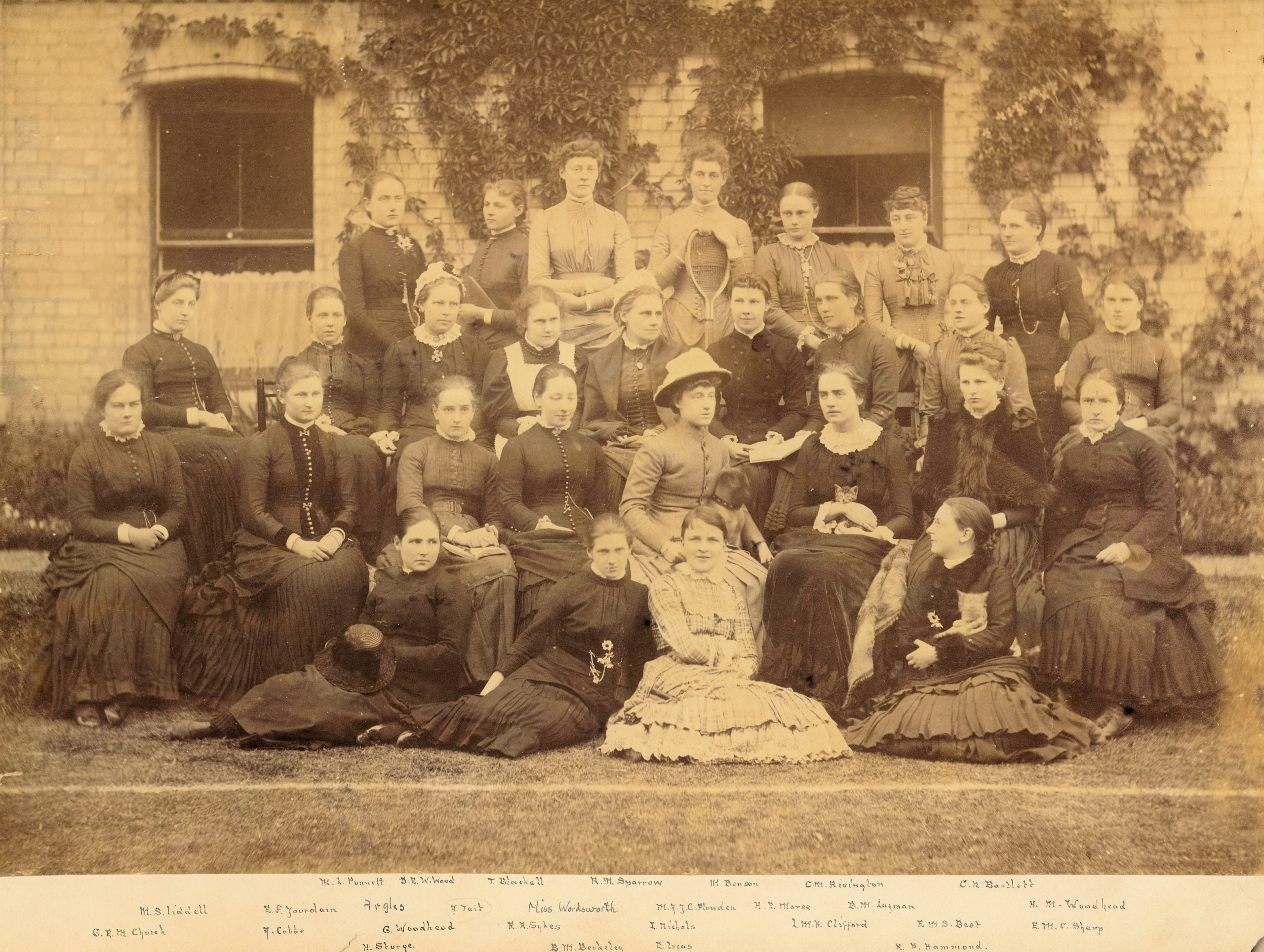
Grace Woodhead (dritte Reihe von oben, 3. von links) und weitere Studentinnen mit der Rektorin der Lady Margaret Hall in Oxford, Elizabeth Wordsworth (zweite Reihe von oben,5. von links), 1885

1895 lebte sie in London und beschäftigte sich mit der Betreuung von Menschen mit Lernschwierigkeiten. 1898 begann sie, Ferien in Sussex für benachteiligte Kinder aus dem Londoner East End zu organisieren. Diese Aktivitäten entwickelten sich nach und nach zu einem Modell einer gemeinschaftsbasierten Vormundschaft. Dies war damals ein umstrittener Ansatz, da sich die Regierung mehr auf Kontrolle als auf Fürsorge konzentrierte. Woodhead organisierte für diese Kinder einen Ferienaufenthalt in Heathfield, wobei sie zeitweise auch ihr Haus in Hove nutzte. 1899 gründete sie in Brighton eine inoffizielle Gesellschaft, um diese Kinder aus der institutionellen Betreuung in eine Gemeinschaftsbetreuung zu bringen.

## Grace Eyre Foundation
1913 erlegte der Mental Deficiency Act den lokalen Behörden in England und Wales die Pflicht auf, für alle Menschen mit Lernschwierigkeiten eine institutionelle Betreuung oder Vormundschaft zu finden und zu organisieren. Das zugrunde liegende Ziel des Gesetzes war neben der obligatorischen Institutionalisierung auch die Geschlechtertrennung. Im Herbst 1913 fanden Besprechungen über die Gründung einer Gesellschaft für die Ausgliederung geistig und körperlich Beeinträchtigter unter familiärer Vormundschaft statt. Die Ärztin Helen Boyle, Gründerin des Lady Chichester Hospital für Frauen mit Nervenkrankheiten, war bei diesen Gesprächen anwesend. Die Vormundschaftsgesellschaft Guardianship Society wurde mit Woodhead als Sekretärin und Boyle als medizinischer Beraterin gegründet. Die Guardianship Society war einzigartig und ihre Ziele waren klar definiert. Sie verpflegte Patienten in sorgfältig ausgewählten Familien, in denen Mindeststandards für die Unterbringung festgelegt wurden, medizinische Behandlung sowie Hilfe bei der Erlangung von Ausbildung und Beschäftigung gewährt wurden und ein freundliches Interesse am moralischen und materiellen Wohl der Patienten bestand.

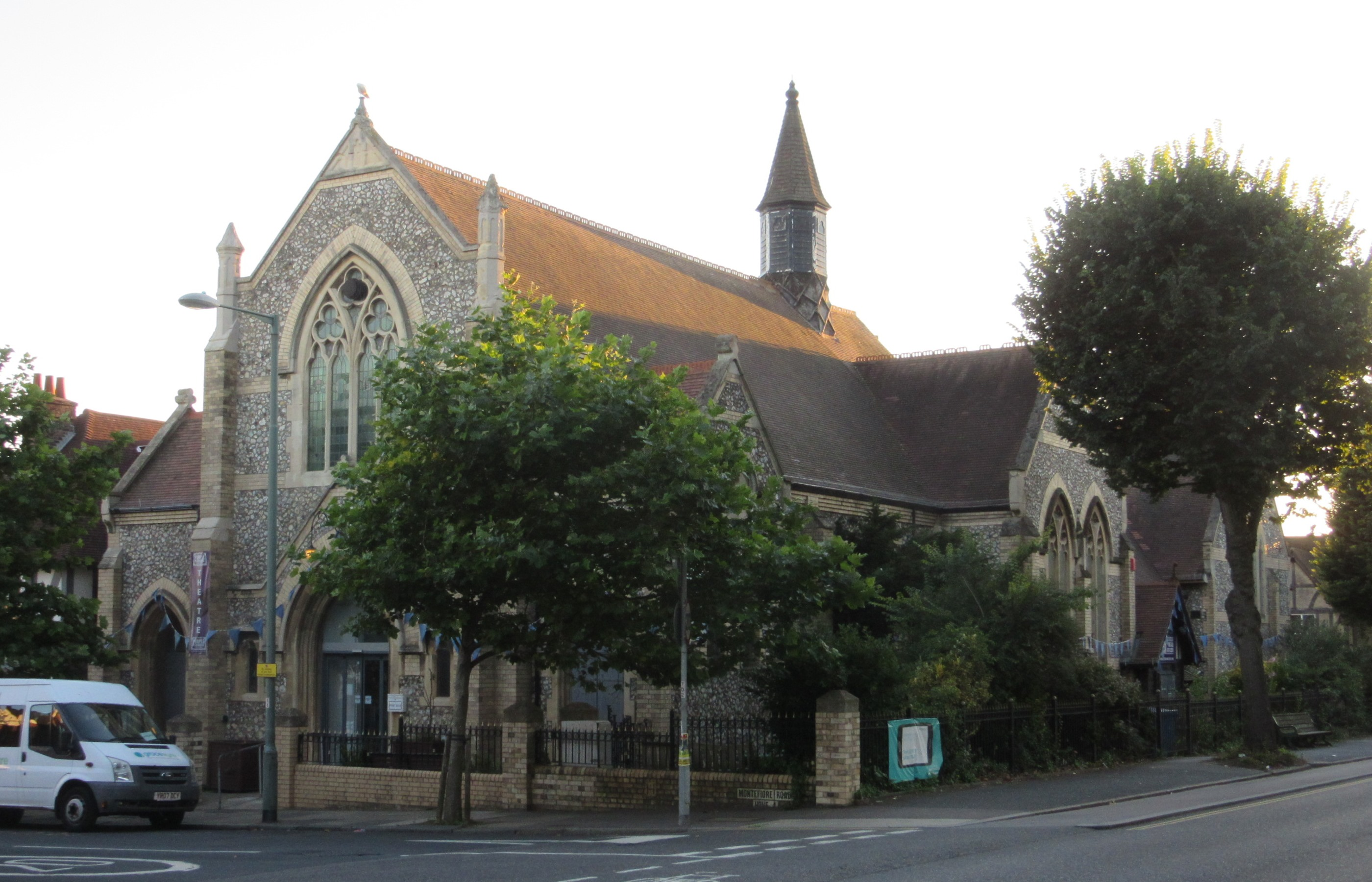
Grace Eyre Foundation in der ehemaligen United Methodist Church in Hove

1925 wurde ein Komitee für psychiatrische Nachsorge gebildet, um Patienten zu helfen, die psychiatrischen Anstalten verlassen, und 1926 wurde eine Ambulanz für Nervenerkrankungen eingerichtet. Die Arbeit der Gesellschaft expandierte weiter und 1950 zog die Guardianship Society in ein neues Hauptquartier in Hove in der umgebauten Methodist Church Hall. 1988 wurde die Guardianship Society in Grace Eyre Foundation umbenannt.

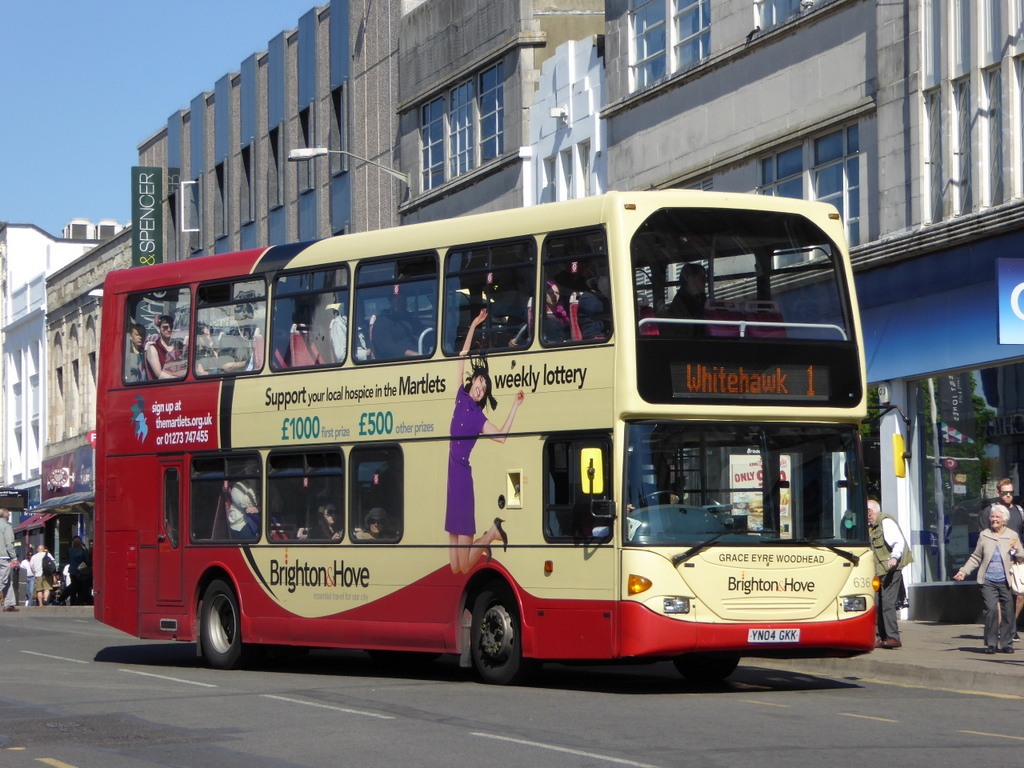
Brighton & Hove-Bus nach Grace Eyre Woodhead benannt

Woodhead blieb unverheiratet und setzte ihre Arbeit bis in die letzten Monate ihres Lebens fort. Sie starb im Alter von 72 Jahren in einem Pflegeheim an Herzversagen und wurde in der Familiengruft auf dem Brighton Extra Mural Cemetery beigesetzt.